# پژو دی۳ و دی۴
پژو دی۳ و پژو دی۴ ون‌های کنترل محور جلو بودند که از اکتبر ۱۹۵۰ تا ۱۹۶۵ توسط پژو فروخته می‌شدند. این ون در اصل یک خودرو محور جلو بود که توسط Chenard-Walcker تولید شد، که پژو سهام آن را در سال ۱۹۵۰ خرید.